# Movimento Comunista da Galiza
O Movimento Comunista da Galiza (MCG) foi um partido político comunista de tendência maoísta criado na Galiza durante os últimos anos do franquismo como seção galega do Movimiento Comunista da Espanha. Os seus líderes foram Xesús Vega Buxán e Carmen Santos Castroviejo. 
Em abril de 1976, o MCG ingressou no Conselho de Forças Políticas Galegas (CFPG), formado pelo Partido Socialista Galego, a União do Povo Galego, o Partido Galego Social Democrata e o Partido Carlista da Galiza.
Em 1977, durante as eleições constituintes após a morte de Francisco Franco e a queda do regime ditatorial na Espanha, o MCG apoiou a Candidatura Democrática Galega, uma coaligação de socialistas, comunistas e democratas cristãos ao Senado de Espanha.
Embora favorável à autodeterminação da Galiza, durante o plebiscito de autonomia de 1981, promoveu o "Não" junto com outras forças políticas nacionalistas, por considerar que o Estatuto de Autonomia era insuficiente.
Também nesse ano, nas primeiras eleições ao Parlamento da Galiza, apresentou-se em coaligação com a Liga Comunista Revolucionária (LCR), obtendo 4.858 votos (0,49%), e nas seguintes eleições, em 1985, apresentou-se em solitário, obtendo apenas 1.237 votos (0,11%). Nas eleições municipais de 1987 e 1991 obteve um representante na câmara municipal de Padrão, único lugar em que se apresentou. 
Finalmente, em 1991, integrou-se, junto com a LCR, num novo grupo, Inzar que em 1993 se integraria, pela sua vez, no Bloco Nacionalista Galego (BNG), onde hoje está presente como corrente minoritária ainda quando o seu líder, Xesús Vega Buxán, atingiu ata parlamentar através do BNG. 